# Roger Milla
Albert Roger Milla, ursprungligen Miller, född 20 maj 1952 i Yaoundé i Franska Kamerun, är en kamerunsk före detta fotbollsspelare (anfallare). Han har deltagit i tre VM-slutspel och röstats fram som den bäste afrikanske fotbollsspelaren under sin livstid. 1994 blev han som 42-åring den äldste att göra mål i en VM-turnering.

## Biografi
Roger Milla flyttade som 13-åring till Douala på grund av sin fars arbete och skrev där på för laget Éclair Douala. Där utvecklade han till en av Afrikas bästa fotbollsspelare och som 18-åring vann han för första gången det nationella mästerskapet. 
1974 flyttade Milla tillbaka till Yaoundé och ny klubb blev Tonnerre Yaoundé, där han under åren 1974–1977 gjorde 69 mål på 87 matcher. Mycket tack vare sin målfarlighet fick han 1976 priset som "Årets spelare i Afrika". 

### 80-talets proffsår
1977 år blev Milla proffs i Frankrike, i  Valenciennes, där han stannade i två år utan att få spela speciellt mycket. Milla lämnade 1979 klubben för AS Monaco där han blev cupmästare med laget 1980. Inte heller här fick han mycket speltid, då han pendlade mellan att vara skadad och att sitta på avbytarbänken. Milla flyttade därför till SC Bastia där han återigen blev cupmästare – för andra gången på två år. Succén för den nu över 30 år gamle anfallaren uteblev även i Bastia. Det dröjde till 1984, då hans fotbollsresa i Frankrike gått vidare till AS Saint-Étienne som han åter blommade ut med 31 mål på 59 matcher. 1986 blev Montpellier SC ny klubbadress. Där stannade han till 1989 trots att han egentligen aviserat ett slut på karriären redan 1987 och det blev 37 mål på 95 matcher. 

### Återkomst
Milla lämnade inte heller nu fotbollsscenen för gott. Han lockades till klubben i Saint-Pierre på den franska ön Réunion, där han spelade i den lokala ligan under två säsonger. Han avslutade därmed sin aktiva karriär – trodde alla.
Efter succén i VM 1990 – då han egentligen slutat helt men blivit inringd av landets president – fungerade han som ledare för sin gamla klubb Tonnerre Yaoundé hemma i Kamerun. Där stannade han fram till 1994 då Milla inte helt kunde hålla sig från den gröna mattan – ännu en gång. När lukrativa anbud kom från den Indonesiska Ligan och klubben Pelita Jaya, gjorde han comeback 42 år gammal. 23 mål på 23 matcher blev facit för Milla i den icke fullt så kvalitativa ligan.

## Landslagskarriär
Milla spelade i landslaget från 1973 till 1994. Under de åren deltog han bland annat i tre VM-slutspel och en OS-turnering i fotboll. Både 1984 och 1988 tog Kameruns landslag guld i Afrikanska mästerskapet. På 102 A-landskamper gjorde han 28 mål.

### 1970- och 1980-talet
Det första viktiga landskampen ägde rum i februari 1974, då Kamerun förlorade 0–2 mot den kommande VM-slutspelsnationen Zaire. 1982 kvalificerade sig Kamerun för sitt första VM-slutspel där man spelade oavgjort i alla tre matcherna och inte gick vidare då Italien hade gjort fler mål. Milla gjorde bland annat ett bortdömt mål mot Peru. Roger Milla deltog två år senare i fotbollsturneringen vid OS i Los Angeles, där Kamerun med Milla i laget spelade tre matcher. Det blev 1–3 mot Kanada, 1–0 mot Irak och 1–2 mot Jugoslavien.

### 1990-talet
1989 hade Milla dragit sig tillbaka från internationell fotboll men 1990 var det dags igen. Kameruns president ville att Milla skulle göra comeback i landslaget för spel i VM i Italien – något Kameruns förbundskapten motsatte sig. Men presidenten fick som han ville, och Roger Milla kom med truppen, mest tänkt som avbytare.
Den till åren komna Milla överraskande när Kamerun blev ett av de stora utropstecknen under VM. Kamerun nådde som första afrikanska lag någonsin kvartsfinal i ett VM-slutspel, mycket tack vare den 38 år gamle anfallarens inspirerade inhopp och fyra mål under turneringen. Kamerun skrällde redan i inledningsmatchen, där man vann mot de regerande världsmästarna Argentina med 1-0.
Kamerun spelade ett positivt, uppoffrande spel och besegrade Colombia i åttondelsfinalen, där Milla gjorde båda målen i 2-1-segern. Laget förlorade sedan kvartsfinalen mot England först efter förlängning och tappad 2-1-ledning. Milla hade kommit in på planen i underläge 0-1 men på egen hand vänt matchen. Han var först direkt orsak till den straff som gav 1-1 och spelade sedan genom en genial vändning fram till Ekékés 2-1-mål.
Milla var nu, märkligt nog och trots uttåget ur VM, på toppen av sin karriär, 38 år gammal. Tillsammans med tjecken Tomáš Skuhravý och skytteligavinnaren Salvatore Schillaci tog han plats som center i anfallslinjen i turneringens officiella världslag. Roger Milla blev även uttagen i truppen till VM i USA 1994. Där gjorde han ett mål, mot Ryssland, och genom det målet är han den äldste spelaren som gjort mål i en VM-turnering.

## Efter spelarkarriären
Milla har efter den aktiva karriären varit verksam som tränare alternativt klubbdirektör i både Frankrike och Kamerun.
Han utsågs mars 2008 till hederspresident i det kamerunska fotbollsförbundet, Fecafoot. Han fråntogs den rollen maj 2012, efter att ha gett utlopp för stark kritik mot förbundet och flera av dess ledande fotbollstjänstemän.
Roger Milla hade 2010 en officiell utnämning som kringresande ambassadör för "Afrikas sak".[källa behövs]

## Utmärkelser
I en omröstning, hållen av det Afrikanska Fotbollsförbundet (Caf) år 2006 (och offentliggjord 2007), röstades Roger Milla fram som de senaste 50 årens främste afrikanske fotbollsspelare. År 2004 var han också med på FIFA:s officiella lista över de 125 bästa fotbollsspelarna i världen, bland dem som fortfarande var i livet.

## Meriter
- VM-turneringar – 1982, 1990, 1994[2]
- Afrikansk mästare – 1984 och 1988
- Årets spelare i Afrika – 1976, 1987,[3] 1990

## Klubbar
- Éclair de Douala 1965-1973
- Léopard de Douala 1971-1974
- Tonnerre Yaoundé 1974-1977
- Valenciennes FC 1977-1979
- AS Monaco 1979-1980
- SC Bastia 1980-1984
- AS Saint-Étienne 1984-1986
- Montpellier HSC 1986-1989
- JS Saint-Pierroise 1989-1990
- Tonnerre Yaoundé 1990-1994
- Pelita Jaya 1994-1996